# مو مارتن
مو مارتن (بالإنجليزية: Mo Martin)‏ هي لاعبة غولف أمريكية، ولدت في 8 أكتوبر 1982 في باسادينا في الولايات المتحدة.

## وصلات خارجية
- الموقع الرسمي
- مو مارتن على موقع رابطة لاعبات الغولف المحترفات (الإنجليزية)